# Landkreis
En Landkreis (i Nordrhein-Westfalen og Slesvig-Holsten blot Kreis) er efter tysk kommunalret et forvaltningsdistrikt bestående af en sammenslutning af kommuner (Gemeinde) og samtidig en offentlig organisation der forvalter et område (Gebietskörperschaft). Landkredsen forvalter sit område i henhold til princippet om kommunalt selvstyre. Betegnelsen Kreis går tilbage til det tjekkiske ord kraj som betyder «land».
Alle kreise og landkreise i Tyskland er delt i et antal kreistilhørige kommuner (kreisangehörige Gemeinden). Tallet på kommuner i en kreds varierer fra 6 til 235. Byer med mere end 100.000 indbyggere (i enkelte delstater også mindre byer) er som regel kreisfrie (kreisfreie Städte), dvs. at de ikke hører ind under nogen kreis.
Hvilke offentlige opgaver kredsene har, kan variere. Boligbygning, veje (Kreisstraßen), sundhedsvæsen , katastrofeberedskab, fødevaretilsyn, affaldshåndtering, kollektiv transport og socialhjælp er opgaver som normalt hører under kredsen. Derudover fører kredsen også statens tilsyn med kommunerne. Kreisen finansierer sin virksomhed ved at opkræve en afgift (Kreisumlage) af kommunerne.
Administration og politisk ledelse af kredsen er lagt til en Kreisstadt. Her har den politisk valgte Kreistag sit sæde, valgt for fem år (i Bayern seks). Dette ledes af en Landrat. 
Tidlig i 1800-tallet forsøgte den preussiske statsmand Freiherr vom Stein at indføre en form for lokalt styre også i landdistrikterne. Først mod slutningen af århundredet blev forslaget realiseret, og de første kreisordninger indført i de preussiske provinser Westfalen (1886) og Rhinprovinsen (1887).
Alle Tysklands 295 landkreise er tilsluttet forbundet Deutscher Landkreistag.